# 引用分數
引用分數（英語：CiteScore，CS）是一種用來反映學術期刊最近发表文章「年平均被引用次数」的衡量指標。该指标由Elsevier于 2016 年 12 月推出，以替代常用的JCR影响因子（由Clarivate计算）。 引用分數是基于 Scopus数据库中的引文而非使用 JCR 的引文，並且主要是蒐集過去四年的发表的文章。

## 计算公式
期刊在特定年份的的引用分數是指该期刊在當年及過去三年共四年期間內发表的作品被引用的次数除以同樣四年期間已发表作品总数，作品的範圍包括論文、期刊中评论、研討會论文、书籍章节和数据论文，詳細計算公式如下:
{\displaystyle {\text{CS}}_{y}={{\text{Citations}}_{y}+{\text{Citations}}_{y-1}+{\text{Citations}}_{y-2}+{\text{Citations}}_{y-3} \over {\text{Publications}}_{y}+{\text{Publications}}_{y-1}+{\text{Publications}}_{y-2}+{\text{Publications}}_{y-3}}}
舉例而言， Nature 的2019年的引用分數为 51.0
{\displaystyle {\text{CS}}_{2019}={{\text{Citations}}_{2019}+{\text{Citations}}_{2018}+{\text{Citations}}_{2017}+{\text{Citations}}_{2016} \over {\text{Publications}}_{2019}+{\text{Publications}}_{2018}+{\text{Publications}}_{2017}+{\text{Publications}}_{2016}}={243894 \over 4786}=51.0}
例如 2017 年的引用分數是在 2018 年待全部數據皆已可行後才會公布。引用分數通常在 5 月下旬发布， 比 JCR 影响因子提前大约一个月。 还要注意引用分數的计算日期，因为往后对資料的添加、更正或删除將不会導致分数更新。  Scopus 还提供了下一年的預估引用分數，每月更新一次。 

### 計算公式(舊)
在 2020 年之前，分数的计算方式不同：在给定的年份，期刊的引用分數是该期刊在前三年发表的文章在该年收到的引用次数除以 前三年在该期刊上发表的文章"可引用项目总数":
{\displaystyle {\text{CS}}_{y}={{\text{Citations}}_{y} \over {\text{Publications}}_{y-1}+{\text{Publications}}_{y-2}+{\text{Publications}}_{y-3}}}
例如， 知名期刊Nature 2017 年的引用分數为 14.456：
{\displaystyle {\text{CS}}_{2017}={{\text{Citations}}_{2017} \over {\text{Publications}}_{2016}+{\text{Publications}}_{2015}+{\text{Publications}}_{2014}}={114639 \over 7860}=14.59}
因为计算方法发生了变化，所以在比較期刊的引用分數时，了解其计算的日期是一个重要的细节。比如2017年的Nature 引用分數是14.456，但是按照2020年的方法计算結果則是53.7 。

## CiteScore 对比JCR 影响因子
CiteScore 旨在与两年期 JCR 影响因子竞争，后者是目前使用最广泛的期刊指标 ，兩者之間的主要区别如下： 
| 評分標準           | JCR IF     | CiteScore  |
| ------------------ | ---------- | ---------- |
| 评估期（年）       | 2          | 4          |
| 数据库             | JCR        | Scopus     |
| 收录期刊数（2016） | 11,000     | 22,000     |
| 使用权             | 訂閱用戶   | 任何人     |
| 评估项目           | 文章、评论 | 所有出版物 |

另一个区别是兩者對於“出版物数量”或“可引用项目”的定义有所不同。 

## 缺點
雖然引用分數利用4年期間內的出版數以及被引用數在計算上較為便利，但與影響因子具有相同的缺點，也就是因為時間窗的限制，導致無法適用於所有領域的期刊。雖然引用分數設定的時間窗原先為3年，後改為4年，但許多領域的論文半衰期皆超過3或4年，例如藥劑學領域的期刊半衰期多半超過7.5年，因此超過若引用4年前的文章即不計入引用分數內，這樣的計算方式將不利於高半衰期領域的期刊而導致引用分數失真。